# 製鉄所
製鉄所（せいてつじょ・せいてつしょ）とは、製鉄を行い鉄鋼製品を作る一連の設備がまとまって存在する工場のことである。

## 概要
製鉄所という名称は、通常は銑鋼一貫製鉄所の意味で用いられる。
したがって、本項でも鉄鉱石から鉄を取り出すところから最終製品の製造までを一つの敷地内で行う（間接製鋼法による）銑鋼一貫製鉄所について主に解説する。
The Global Steel Plant Tracker (GSPT) の調査によると、製鉄所がある国は世界で89カ国あり、製鉄所は世界に1,163あり、製鉄所を運営する会社は世界で950以上ある。

### 製鉄所における製造フロー
ここでは、銑鋼一貫製鉄所における鉄鋼製品の製造フローを概観する。ただし実際には、各製鉄所によって様々な創意工夫が行われている。

#### 原料受け入れ
鉄鋼を作る原料は、主に鉄鉱石・石炭・石灰石の3つである。日本の場合、石灰石はほとんど自給できているが、鉄鉱石と石炭は事実上全量を輸入に頼っている。これらは、いずれも巨大なバラ積み船で製鉄所の原料岸壁まで輸送されてくる。製鉄所では、積荷の原料をアンローダーで荷揚げし、所定の原料ヤードに移送・山積みする。原料ヤードには通常、約30〜60日分の原料が在庫される。

#### 原料処理
現在産出される鉄鉱石の多くは粉鉱のため、そのまま高炉に入れると高炉が目詰まりを起こしてしまう。そのため、還元促進剤の役目を果たす石灰石と共に焼き固める（焼結）。また、石炭も多くは粉状であり、強度と燃焼エネルギーが不足しているので、コークス炉で蒸し焼きにしてコークスにすることで、適度な強度と高い燃焼エネルギーを確保する。

#### 製銑

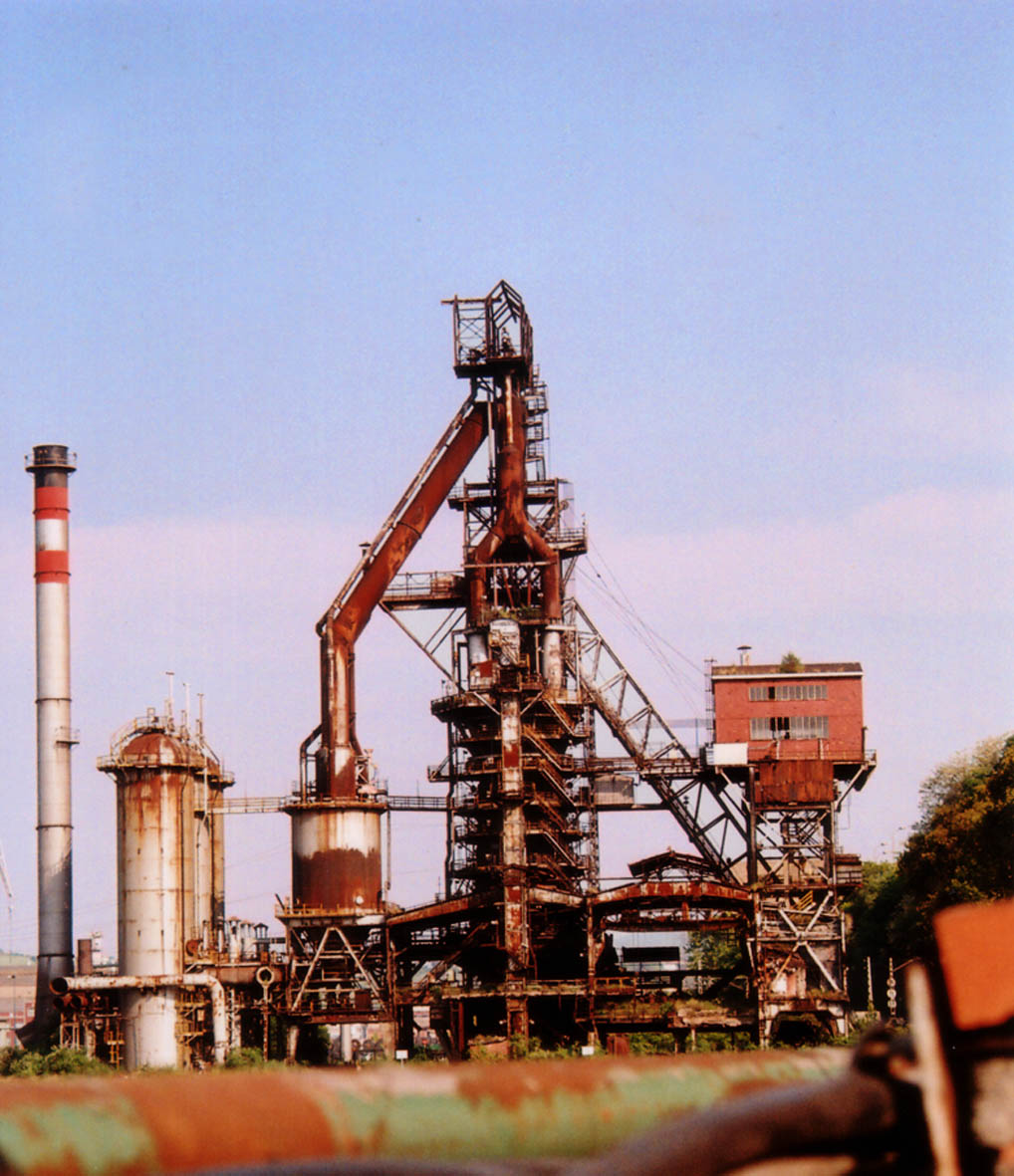
高炉の例（スペイン・セスタオ）

鉄鉱石から鉄を取り出す工程のことを製銑（せいせん：製鉄ではない。銑鉄（せんてつ）をつくること）と呼ぶ。日本では高炉と呼ばれる、製鉄所のシンボルとも言える巨大な溶鉱炉を用いている。大型高炉の場合、最上部までの高さは100メートルを超え、現在では内部容積が5000立方メートルを超える超大型の高炉も珍しくない。処理された原料は、ベルトコンベアで高炉上部に輸送され、そこから順次高炉の中に装入される。高炉の壁面下部からは1,000℃を超える熱風が大量に供給されている。炉の内部では高温の空気中の酸素とコークス中の炭素が反応して、2,000℃近い温度になる。
この中で、鉄鉱石に含まれる酸素とコークス中の炭素が結合して一酸化炭素となり、還元された鉄は溶解した状態で高炉下部へと流れ落ちてゆく。また、鉄鉱石中の岩石成分は石灰石と反応してスラグ（鉱さい）となって流れ落ちる。高炉下部には溶解した鉄とスラグが雨のように降り注いでいる。
頃合いを見計らって高炉下部に穴を開けると、溶けた鉄とスラグが流れ出してくる。スラグは比重が鉄より軽いので、この時点で容易に分離可能。こうして取り出した鉄は炭素を2〜3パーセント含んでおり、銑鉄 (pig iron) と呼ばれる。多くの製鉄所では、この銑鉄を混銑車（トーピードカー）と呼ぶ特別な形の貨車に流し入れ、液体（溶銑）のまま次の製鋼工場に輸送している。なお、途中で溶銑予備処理（事前の簡単な成分調整）を行うケースが多い。

#### 製鋼
高炉で取り出した銑鉄はそのままでは硬くてもろく、圧延加工をすることが困難である。銑鉄から炭素分を除去し、必要に応じて他の合金元素を混ぜることで、粘り強さを持つ鋼 (steel) を製造する工程を製鋼と呼ぶ。鉄鋼の基本的な性質を決める重要な工程であり、日本の製鋼技術は世界のトップクラスを走る。
混銑車で運ばれて来た銑鉄は、いったん取鍋（とりべ・とりなべ）に移されたあと、内部に耐火煉瓦を敷き詰めた転炉に装入される。その後転炉内部には酸素が吹き込まれる。その酸素と銑鉄中の炭素が結合して一酸化炭素となり、回収される。また、必要に応じて、ニッケルやクロム等の合金元素が投入され、対流によって均一な状態になるまで攪拌される。転炉内部の鉄が所定の成分になると作業は終了し、転炉は最初とは反対側に回転して、別の取鍋に完成した溶けた鋼（溶鋼）を排出する。高品位の鋼を作る場合、溶鋼を取鍋に入れたまま特別な装置にかけ、鋼中の不純物をさらに低減させることも多い。
転炉が1回の工程で製造する鋼は約200トン前後。製鉄所の製造ロットの基本はここで決まっている。なお、転炉では成分調整が難しい場合や、極小ロット品の製造には、電気炉で製鋼することもあるが、転炉に比べて著しくコストが高い。転炉・電気炉を通してできた鉄を粗鋼（Crude iron）と呼び、その生産量が製鉄所または鉄鋼会社の大きさの指標として使われる（例えば、粗鋼生産ランキング、粗鋼生産量の国別ランキングなど）。この工程では、使用済みで回収されたスクラップ鉄も、大きな磁石で釣り上げて（鉄以外の金属は磁石に反応しない）、少量または多量に炉へ投入されるからである。

#### 鋳造
取鍋で運ばれてきた溶鋼は、加工しやすいように一定の形に鋳固められるが、その工程を鋳造と呼ぶ。日本では、上下が開口した鋳型の上部から溶鋼を注入し、あたかもところてんのように連続して鋼を鋳固めてゆく連続鋳造という方式の採用が進んでいる。連続鋳造は極めて高度な技術管理が必要であり、鉄鋼各社は生産性と品質レベルの向上にしのぎを削っていたが進歩はほぼ終了し、連続鋳造が適切でない鋼材については昔ながらのインゴット鋳造も併存している。連続鋳造は成分の制約を大きく受け、固液共存温度幅が小さく、デルタフェライト（δ鉄）が出ない、熱間脆化元素を含まないといった狭い条件においてのみ適用可能な技術であるのに対し、インゴットを鋳造する方法ではその縛りを受けないためと、生産量が小さくなる特殊鋼の場合では、多量の溶けた鋼を要する連続鋳造では全く刃が立たないためである。
鋳造されたものは、その形状によりおおむね下記のように分類される。これらはいずれも半製品として次の工程の材料に用いられる。
スラブ
巨大なかまぼこ板のような形状。主に厚板・薄板に加工。
ビレット
巨大な円柱または角柱形状。継目無鋼管や小サイズの形鋼、棒鋼、線材などに加工する。
ブルーム
スラブよりも小断面・厚肉で、羊羹のような形状。各種形鋼や棒鋼・線材、また上記ビレットなどに加工。
ビームブランク
ブルームの中でも、特にH字型に近い形に鋳造されたもの。H形鋼専用の素材。

#### 圧延
鋳造で製造された半製品に力を加えて「鍛える」ことで、所定の形状の製品に加工する作業を圧延と呼ぶ。ハンマーのような物体で叩きながら鍛えることを鍛造と呼ぶが、圧延も基本的には同じことを行う。圧延は多くの場合、ハンマーの役目をロールが担っている。
圧延には大きく分けて、材料が赤くなるほど熱を加え、再結晶温度以上で圧延する熱間圧延（熱延）と、材料を常温のままで、もしくは多少の熱を加えただけで圧延する冷間圧延（冷延）の2種類がある。
鋳造で作られた中間製品は、まず熱間圧延で加工され、その後必要に応じて冷間圧延にも回される。また、工程中に熱処理を行うことで、製品の強度や性質を細かく制御する技術が進んでいる。圧延の結果、厚板・薄板・形鋼・鋼管などの各種鉄鋼製品が完成する。これらは必要に応じて表面処理（めっき・塗装・研磨など）が行われたあと、検査を経て、出荷可能な製品として倉庫に移送される。

#### 出荷
倉庫に保管された製品は、需要家からの要請などに応じて所定の場所まで輸送される。向け先が比較的近い場合や遠くても緊急を要する場合には、トレーラーによって陸送されるが、多くの場合は製鉄所の出荷岸壁から内航船でいったん物流拠点に輸送され、そこから小口陸送されている。製品の出荷に鉄道を用いることは、現在ではまれである。輸出は基本的に全て海上輸送となっているが、緊急時には主に流通業者の費用負担で航空機による輸送が行われることもある。

## 用役と再利用
鉄鋼製品を1トン作るのに水が100トン必要であると言われるほど、鉄鋼業は設備冷却・加工品の冷却・洗浄などに大量の水を必要とする。こうした水は工業用水から確保しているが、使い終わった水は徹底的に回収・処理することで、極力新水の使用を削減している。現在の日本の製鉄所における水の再利用率は90パーセントを大きく超えており、熱で蒸発した以外はほぼ全量再利用されている。
製鉄業には各所で加熱工程があり、膨大な熱量が必要となる。こうした熱源には、コークス炉（コークス炉ガス）・高炉（高炉ガス）・転炉（転炉ガス）などで発生する一酸化炭素を主成分とする可燃性ガスを回収して用いている。製鉄所内にはこれらのガスを貯蔵するタンクや配管がいたる所に見られる。特に高炉で発生するガスは薪と同程度のエネルギー量しか無いものの、多くの製鉄所では場内で回収されるガスで全ての熱源を賄えるばかりか、発生した余剰ガスを都市ガス会社に販売している所もあったが、有毒な一酸化炭素が含まれているなどの理由で現在では都市ガスの天然ガスなどへの転換政策が進んだことから行われていない。また、加熱時に発生した大量の熱は、仕事が終わった後も回収され、予熱・乾燥などに用いられている。また、でき上がったばかりのスラブなどの半製品はかなりの高温であるが、それをできるだけ冷却させずに熱間圧延することでエネルギー消費を抑制しようという動きも盛んである。
製鉄所の設備を稼働させるのに電力は不可欠である。これらの電力は電力会社から購入しているが、製鉄所内では自家発電も盛んであり、電力会社と共同で発電事業会社を運営し発生した電力を折半するケースも見られる。上述の場内発生ガスを利用した発電所の他に、高炉で発生した高温高圧のガスでタービンを回すことにより発電する炉頂圧発電といったエネルギー回収設備が実用化されている。
転炉での製鋼作業や製品の切断などには、大量の酸素が使用される。酸素は大気中から分離設備で製造され、場内に供給される。製鉄所で製造される酸素は多量であり、同時に分離される窒素・アルゴン・二酸化炭素などと共に、ガス会社に外販されている。ある地方では製鉄所の酸素設備が壊れると病院での手術ができなくなるほど、重要な供給源になっている。

## 用地選定や建設
用地選定
製鉄業は広大な敷地に加え、多様な設備・大量の用役（水やエネルギーなど）が不可欠な、典型的な装置産業である。特に、1960年頃より建造された銑鋼一貫製鉄所ではその傾向が強い。このため、製鉄所の建設にあたってその立地条件は製鉄所の命運を左右しかねない、もっとも重要な要素の一つである。
製鉄所に必要とされる立地条件は、一般に次のような項目と考えられている。
1. 巨大な設備を支えることができる、安定して強固な地盤であること。
2. 豊富な水利が確保できること。
3. 原料や製品の入出荷に対応できる水深の深い良港がある、あるいは建築できること。
4. できるだけ風水害が少なく、安定した気候であること。

立地条件
製鉄所の立地は、鉄鉱石や石炭の産地周辺に立地する「原料立地型」のケースと、輸入原料の搬入に便利な港湾に立地する「港湾立地型」（海岸のほか、河岸や湖岸のこともある）に二分される。前者は中華人民共和国、ロシア、アメリカ合衆国、ドイツ、イギリス（ただし、石炭資源の涸渇などによって原料立地の優位性は失われていることも多い）などに見られるものであり、後者は日本、大韓民国、ブラジル、オランダなどで見られる。ただし日本でも、上記の官営八幡製鐵所や釜石製鐵所などは原料立地型から始まっている（それぞれ石炭、鉄鉱石）。
建設
高炉と転炉のペアを新たに1基作るだけでも1,000億円単位の資金と数年の歳月が必要である。このため、日本国内で現在の高炉・転炉を用いた製鉄所を新たに建造することは不可能に近い。一方で、鉄鋼の消費量が急速に拡大しているアジア各国では、半ば国策として大規模な製鉄所の建設が相次いでいる。
このように、製鉄所を建設する事は経済、環境、社会福祉、政治、情報などのあらゆる場面において莫大な影響を及ぼすことから、「鉄は国家なり」とも言われた。

## 製鉄所と環境

### 環境負荷
年間数百万tの鉄鋼製品を生産する製鉄所は、大量の物資や用役を消費しており、環境負荷の発生源ともなっている。

### 公害
高度経済成長期に発生した大気汚染による公害病は、国や企業の責任が問われて公害訴訟が提訴され、いくつかの訴訟では製鉄所を抱える鉄鋼メーカーが被告となった。製鉄所での工程には燃焼現象が欠かせない上にその規模が大きいため、製鉄所が大気汚染物質の大きな発生源になっているのは事実である。
また地球温暖化の原因物質とされる二酸化炭素も、鉄鋼業はその性質上大量に発生させている。原料ヤードにある鉄鉱石や石炭などによる粉塵被害も、家屋や洗濯物などを汚すだけでなく、健康上においても気管支炎や粉塵による塵肺の懸念材料であり、近隣住民にとっては大きな問題である。再利用できないレベルに上る廃熱もかなりの量になり、製鉄所周辺の海水温が上昇して、局地的に生命層が変化していることも多い。
こうした公害問題に対処するため、鉄鋼メーカーはその時々の最高水準の公害防止設備を導入してきた。日本の製鉄所の環境対策は現在世界トップレベルであり、二酸化炭素の発生に関しては、製品重量当たりではアルミニウムやチタンなどより一桁小さいレベルである。

### 製鉄所とリサイクル
鉄はスクラップから容易にリサイクルが可能である。さらにアルミニウム・銅といった非鉄金属についても脱酸材や成分調整材としてリサイクルが行われている。
また、ゴミの分別収集で集まったプラスチック類の処置として、近年いくつかの製鉄所ではプラスチックを高炉やコークス炉に装入し熱源・炭素源としてリサイクル可能な設備を導入している。この方式では大量のプラスチックを処理できること、高温で処理を行うためダイオキシンの発生が少ないことが特徴である。

## 生産管理
製鉄所で製造される製品は、基本的には全て受注生産品であり、すべての製造命令には、それに対応する注文が存在する。また、銑鉄から最終製品になるには通常1か月から2か月、長い製品では4か月ほどもかかる。さらに、問屋などの流通業者が介在するとはいえ、鉄鋼業の顧客層の広さは群を抜いており、すべての顧客に正しいタイミングで正しい製品を届ける作業は大変である。
1年間の製品出荷量が百万t単位となる製鉄所にとって、こうした製品の注文情報や工程進捗状況をどう処理するか、また中間製品や最終製品をどう輸送するかは重要な課題である。

### 情報処理
鉄鋼業は、全産業の中でもっとも早くコンピュータによる情報処理が導入された業界の一つである。製鉄所では膨大な量の受注情報をもとに、製銑・製鋼・鋳造工程までの中間製品を作る計画を策定し、次に完成した中間製品をどのタイミングで各圧延工場で加工するかを決めてゆく必要がある。効率よく生産を行うには、製造ロットをまとめたり、圧延サイズの順番を工夫したりなど、様々な制限が必要となる。また、それぞれの注文に応じた適切な仕様を製品に付加する必要もある。そして何より鉄という、プロダクトの製造の際に高熱下での加工が必要であり、直接人間が材料の状況を確認することができないものであり、故にセンサーやコンピュータによって確認するしか手段がない、という背景である。大きな製鉄所になると年間100万件にも達する注文をこなすためには、大量の情報を速く正確に処理し、その情報を必要な部署に正しく伝達できる能力が必要となる。また、各工場の稼働状況や製品の品質データなどを常時収集・分析・保存する必要がある。
こうしたニーズに対応するため、製鉄所では産業用にコンピュータが実用化された初期から、当時の最高水準のコンピュータが多数導入されている。現在でも各製鉄所にはスーパーコンピュータが稼働しているほか、それを補佐する多数のメインフレーム機、さらには工場毎・ライン毎のプロセスコンピュータなど、無数のコンピュータが存在している。また、所内のスタッフ要員の多くにも、個人単位でパソコンが支給されていた。これらのコンピュータはかなり早い時期から営業部門も含めた全国的規模で大規模なネットワークが構築されていた。1990年代前半、Appleのパソコンを用いた日本国内のネットワークの上位五つのうち二つが鉄鋼メーカーのものであった。
なお、一つの製鉄所で使用されている独自プログラムを合わせると数千万ステップ規模になり、鉄鋼メーカー全体では億ステップ単位の大きさになる。これらを開発・改良・保守するために、鉄鋼メーカーでは専任のスタッフを多数抱えているとともに、製鉄所で培った高度なIT技術を経営多角化における新たな「商品」として提供すべくシステム部門の分社化も行われ、鉄鋼メーカーのグループ会社に日鉄ソリューションズ、JFEシステムズ（いずれも上場企業）など比較的大規模な情報関連企業が存在するのは、こうした理由による。

### 輸送の管理
鉄鋼製品が出来上がるまでには、原料ヤードの鉱石から最終製品倉庫までいくつもの工場を原材料が移動する。その度に形状や温度・重量などが目まぐるしく変化しており、それぞれの段階で如何に適切な方法で迅速に輸送するかが求められる。また、広大な敷地内を1日のべ数十万トンもの物資と数千人単位の人が移動しており、それを効率よくかつ安全に行うことが、製鉄所の競争力を左右する。さらには、完成した製品を保管し、それを的確に出荷する能力も、近年重要度が増している。こうした理由から、製鉄所にとって物流の効率化は常に重要なテーマである。

#### 構内鉄道

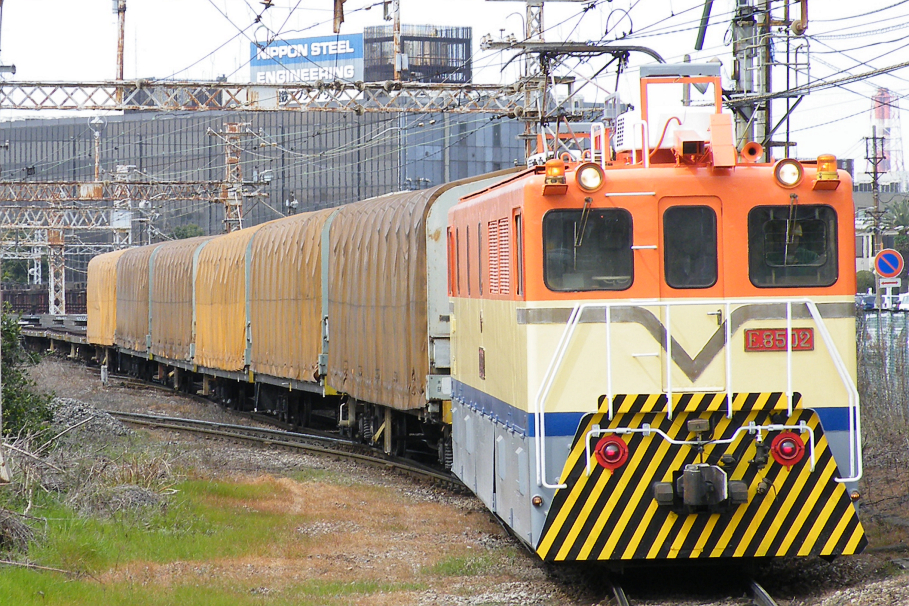
製鉄所構内鉄道の例（日本製鉄九州製鉄所八幡地区）

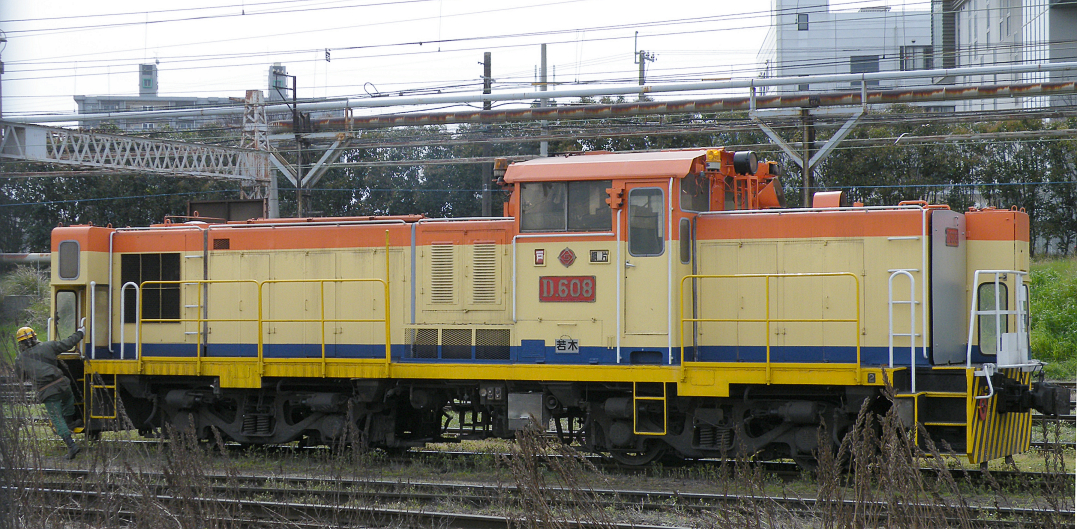
デッキを半閉囲構造とした機関車の例（日本製鉄九州製鉄所八幡地区）

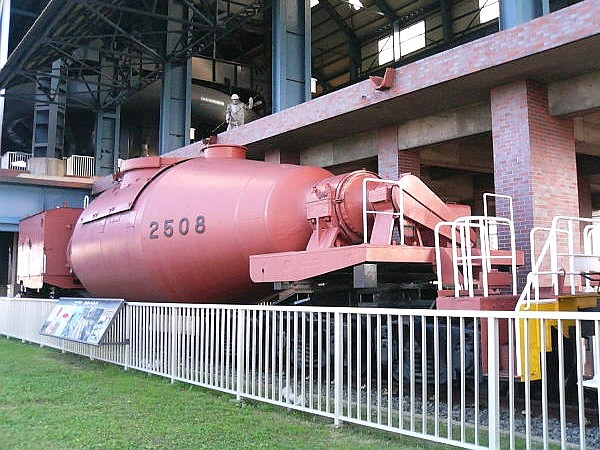
混銑車の例（日本製鉄九州製鉄所八幡地区）

重量物を輸送する場面（溶銑を運ぶ混銑車は、満載時1両250トンになることもある）が多いため、多くの製鉄所では鉄道が重要な役割を果たしており、場内に数十キロメートルにおよぶ線路網を持つ製鉄所もある。常に変動する工程状況に柔軟に対応して輸送能力を確保するため、新幹線のCTC並のコントロールシステムを保有するケースもある。
高温・大重量の積荷を取り扱うことから、大物車に類する極めて特殊な構造の車両が多い（鋼滓鍋台車（通称）や熱片輸送車など）。作業環境も高温・粉塵・ガス等にさらされ、危険を伴うことから、安全性確保・省力化のため車両の操縦に無線による遠隔操縦を広く導入している。これにより、高炉の出銑口に混銑車を入線させる場合等には、運転士は操車・誘導担当を兼ねて機関車・貨車のデッキ（防護板と窓で半閉囲構造としていることが多い）や車外から周囲を確認しながら遠隔操縦機で機関車を操縦することができる。特に危険性の大きい製鋼工場内等では車両の周囲も無人化し、コントロールセンターからの遠隔操縦とすることもある。
鉄道線路が製鉄所構内のみで完結する場合、生産施設の一部と解され、鉄道事業法の適用対象外の運搬施設という位置付けとなる。このため大重量輸送という事から広軌を採用したり、機関車についても一般の鉄道と異なり、遠隔操縦を前提として運転室を省略した構造のものも使用される（この場合、機関車両端のデッキ（半閉囲構造）を大型化し、添乗時には運転士は遠隔操縦機を持ってここに乗車する。また手動運転用にデッキ内にも操縦機を備え付けている）ほか、信号機等についても独自の規格の機器が使用されることが多い。
混銑車を連結して運行する場合、1編成が1000トン近くに達する場合もあるなど、かなりの負荷が軌道にかかる。このため、例えば鉄製枕木や特殊な犬釘を使用するなど、軌道の整備には細心の注意を払っている。最近では短距離の熱片輸送には一種のリニアモーターカーが使用されるケースもあり、極めて地味な部門ではあるものの、製鉄所における鉄道も着実に進化を遂げている。

#### 道路輸送
また、道路を用いた輸送も重要である。場内専用車の中には積載量100トンを超える車両も珍しくない。一部の製鉄所では、玉掛け作業を削減するために専用のパレット台車を開発して、それを移動させる専用の車両を配備している。こうした車両を安全に移動させるため、場内には各所に信号機はもちろん、警備部門が「ネズミ取り」をしている光景を見かけることすらある。製鉄所からの出荷にもトレーラーが活躍している。ただし、積載重量規制の厳格化に伴い、使用車両数が増加したため、車両の不足が発生すると同時に環境負荷も増大している。こうした問題をどう解決するかが、今後の課題である。

#### 海上輸送
海上輸送は今も鉄鋼業において輸送手段の主流であり、製鉄所の岸壁には常時様々な船が接岸している。原料の輸入には10万トンを超える大型のバラ積み船が用いられることが多い。積荷の鉱石や石炭を迅速に荷揚げするため、各製鉄所では様々な工夫が取られている。製品の出荷には、中型の内航船や一般貨物船を用いることが多い。最近では玉掛け作業を低減するためにRO-RO船の導入も進んでいる。これら船舶の動向は、しばしば人工衛星を用いた追跡・配船システムで管理されている。

#### 物流情報管理
製鉄所にある半製品・製品の所在を常に把握することは、その物量の多さと敷地の広大さなどで意外と大変な作業である。製鉄所では製品に物理的に荷札を付けるほか、以前からバーコードをつけるなどして、現品が相違ないように管理していた。また最近では、PHSを用いた所在地確認システムや、ICタグを用いた現品確認システムも実用化されつつある。

## 製鉄所の副産物
製鉄所を稼働させると、鉄鋼製品以外にも様々なモノが発生する。それらのうち、前項までに登場していないもので、比較的市民生活に身近な項目を取り上げる。

### 石炭化学
石炭をコークスに加工する際、コークス炉ガスと呼ばれる一酸化炭素を含む大量のガスが発生する。このガスは精製されて工場の燃料として用いられるが、精製の際発生する多種の化学物質は、製鉄所内の設備で分離・精製され、工業原料として販売されている。乾電池や工業用電極の材料となるピッチや、各種化学物質の原料となるタールは、多くが製鉄所で製造されている。また、窒素系化合物は加工されて、良質の肥料として販売されている。製鉄所内に化学工場で見かける分留塔が林立する様は少々場違いな光景だが、高炉系鉄鋼メーカーが保有する化学部門は、中堅化学メーカーとほぼ同じ規模である。

### スラグの利用
製銑や製鋼工程を中心に、鉄鉱石の「石」の成分がその他の不純物と共に凝固してスラグが発生する。かつてのスラグは廃棄物扱いだったが、現在では様々な用途が開発されている。
しかしスラグの廃棄物該当性に関しては、“製鉄、製鋼及び圧延業の高炉、平炉、転炉及び電気炉から排出される鉱さいであつて、相当期間エイジングする等の措置を講ずることにより、公共用水域及び地下水の汚染を生じさせないようにしたものであっても管理型最終処分場に処分する産業廃棄物に該当する。”ことが、環境省から示されている。

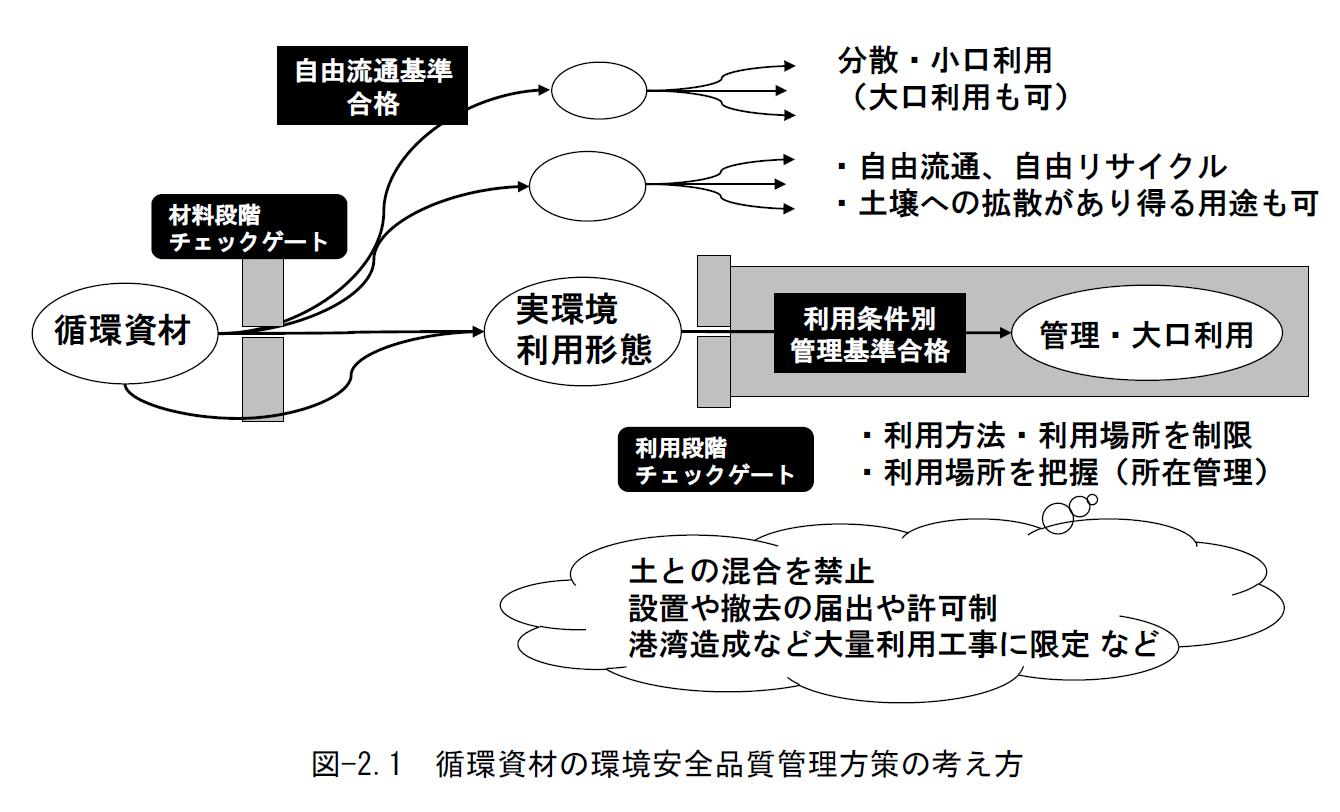
循環資材の環境安全品質管理方策の考え方（従来の素案）

2012年（平成24年）3月に経済産業省等から「スラグ類に化学物質評価方法を導入する指針について－総合報告書－」が公開された。ここでは、土壌と混合利用した場合に適用する基準が示されている。
高炉セメントは、高炉で発生したスラグを骨材にしたセメントで、古くから利用されていた。適度な強度と伸縮度の小ささが特色。現在ではJIS（日本産業規格）にも定められ、土木向けなどに広く用いられている。また最近では、スラグを原料とした煉瓦や消波ブロック、吸水性を持たせた道路の舗装材などの開発が進み、土木資材の原料としてのスラグの地位はさらに高まっている。なお、製鉄所内で大量に使われている耐火煉瓦は補修の際に適宜更新されるが、その際に取り外されたものはそのまま下取りされて一般向けに再利用されることが多い（製鉄所で用いられる耐火煉瓦は高グレード品なので、割れさえなければ一般用途には十分である）。
スラグを特殊な装置で石綿状の繊維に加工した物をロックウールと呼ぶ。ロックウールは、優れた耐熱性・保温性・吸音性を活かして、住宅の断熱・吸音材として需要が増えている。また、石綿に見られる呼吸器障害の発生がないことから、工業部門でも広く利用されている。
スラグには大量の珪酸塩が含まれることから、これを粉砕することで肥料として販売されている。また、海中にスラグ製の魚礁を設置することで海藻類の生育を促し、漁場の育成に繋がる可能性があり、現在研究が進んでいる。

### 硫黄の回収
製鉄所で発生したガスを精製する際、あるいは排煙を処理する際、大量の硫黄が発生する。これらの多くは石膏として回収され、広く市販されている。また、硫酸として回収された物は、そのまま外販されるほか、製鉄所内でも広くリサイクル利用される。もちろん、硫黄そのものに精製されることもあり、様々な工業原料に用いられる。

### 水処理の副産物
製鉄所内で大量に用いられた水は、場内にある巨大な設備で処理されて、再利用される。この処理の際、スケール（鉄を加熱した際に発生する酸化鉄の一種）が大量に回収される。回収されたスケールは、焼結鉱の原料として焼結され、製鉄原料としてリサイクルされている。一部の製鉄所では、このスケールを粉砕・加工することで微細な鉄粉を製造している。鉄粉は粉末冶金に欠かせない材料として幅広い分野で用いられるほか、身近なところでは使い捨てカイロの発熱材として利用されている。

## 製鉄所と地域社会
製鉄所はそれひとつが小さな都市程度の地理的・経済的規模を持つ。このため、近隣の地域社会にとって、製鉄所は無視できない存在になっている。一方、製鉄所にとっては良き企業市民として近隣社会とどう向き合うかが、その開設当初から大きな課題であった。

### 製鉄所と行政
かつて国内に一貫製鉄所を誘致することは、その自治体にとって将来の命運をかけた大事業だった。当時の川崎製鉄が水島製鉄所の建設を決断するにあたって、岡山県と広島県が盛んな誘致合戦を繰り広げた。
地元自治体にとって製鉄所の存在は大きく、しばしば地元自治体にとって製鉄所は、その最大の収入源である。広大な土地や膨大な設備群にかかる固定資産税は莫大であり、安定した課税対象である。また、好況時には地方法人税も莫大な額になり、鉄鋼業界の景況がそのまま地元自治体の財政に反映することも少なくない（企業城下町）。このほか社員が支払う住民税・所得税などを考慮すると、製鉄所から発生する税収の合計は、しばしば地元自治体の10%を超える。
多くの製鉄所がその自治体から請われる形でその場所に立地したという経緯はあるが、ここ数年いくつかの製鉄所で隠蔽事件が発生しているため、公害行政にとって製鉄所は、常に注意すべき存在である。一方で、近年では製鉄所は様々なゴミの処理設備としての一面も有しており、近隣の自治体にとっては製鉄所の持つインフラをどう活用するかが、環境・ゴミ対策にとって重要な要素となっている。
先述のとおり、製鉄所は工業用水や電力など大量の用役を消費する。製鉄所で調達・整備すべきもの以外は製鉄所を誘致した地元自治体が整備している。特に渇水時においては、製鉄所の稼動を止めないために、自治体と製鉄所が懸命に対策を練る。製鉄所が止まるということは、単に一つの企業の活動が停止するだけではなく、身近なところでは製鉄所由来の地元市民への都市ガス供給も停止するなど、市民生活に重大な影響を及ぼしかねないからである。
また、製鉄所の労働組合の一部は、いわゆる組織内議員を地方議会に進出させており、特にコンビナートが所在する都市においては、他の企業の組織内議員と共に会派を結成して、コンビナート労働者のための政策実現を目指している。

### 製鉄所と地元経済
鉄鋼業の産業連関は実に幅広く、自動車製造業と並び、全製造業中最大のものの一つとなっている。とくに、様々な製造装置の整備と、製造過程で発生する副産物の活用に関しては、自動車製造業よりさらに幅広いため、一般に同じ生産高の自動車製造工場と製鉄所では、後者の方がより多くの関連企業群を構成する。特に技術を要する分野を除き、製鉄所ではこれらの企業を地場に育成する傾向があり、結果として製鉄所の近郊には多くの企業が軒を連ねている。
これらの企業の大半はいわゆる下請企業であり、製鉄所の発注部門からのコストダウン要請に苦しむことも少なくない。一方で、自動車部品製造下請のような親会社による極端な原価管理が少ないことや、製鉄所向け業務の大半は他の産業にも応用できる（製鉄所で求められる品質基準は極めて厳しいため、製鉄所での作業が認められている・納品が許されているということは、特に地元ではかなりのステイタスを持つ）ことから、製鉄所以外向けの比率を伸ばす企業も多く、このあたりも自動車製造業とは多少趣を異にする。製鉄所本体も下請企業の自立にはおおむね好意的であり、実力ある企業は域外への進出を積極的に展開している。
印刷業（製鉄所内で発行される社員向け広報誌は、多いところでは毎月2万部以上にもなる）や場内の給食・社員や来客送迎用のタクシー（製鉄所の門前には常に10台以上のタクシーが列を成している）・海外からの鉱石運搬船船員のための「海上商店」など、直接製造とは関係ない部門でも、製鉄所はかなりの産業に仕事を提供している。もっとも、飲酒運転の取締が強化されて製鉄所近隣の飲食店の景気が急速に悪化するなど、時代の変化の波はこうした部分にも着実に影響を与えている。
なお、製鉄所の持つ基礎技術（特に検査・IT部門）は、多くの地方にとっては最大かつ最高水準のものである。例えば、県レベルの幾つかでは、その県で最も優れた民生用電子顕微鏡は製鉄所が保有している。最近では地方でもこうした分野での産業交流が注目されており、製鉄所への期待が高まりつつある。
また、製鉄所の持つ豊富な産業資源は、時として地域経済の枠組みを超えた活躍を見せることがある。
一例をあげると、ハワイにあるすばる望遠鏡は、主鏡セルと呼ばれる構造物を熱処理することが、設計上の重要なポイントであった。これは熱処理なしでは構造物に不均等な応力が残存したままになるため、全体として必要な強度を得るためには使用する鋼板の板厚を厚くしないといけない。そうすると今度は全体の重量が増大してしまうため、さらに必要な強度が大きくなってしまう…といういたちごっこの関係があるためである。製作当時、日本国内で直径約8.8m、重量約20tの巨大な構造物を熱処理（応力除去焼鈍）できる設備は2つしかなく、それはいずれも製鉄所が保有するものだった（世界的に見ても、民生用でこれだけの大きさの熱処理設備はほとんど例がない）。
最終的には、主鏡セルの熱処理は旧・川崎製鉄水島製鉄所で行われた。また、主鏡セルの製造自体も、水島製鉄所場内で機械製作やメンテナンスなどを行う関連企業である川鉄鉄構工業が担当した。ここでは超大型工作機械が一つの敷地内に集中して設置されている、巨大構造物の卓越した精密溶接技術を持つ、そもそも材料としての鋼の扱いに慣れている、といった製鉄所関連企業ならではの特徴が活かされた。また、完成した主鏡セルは次工程の作業場である日立造船桜島工場に海上輸送されたが、ここでも臨海製鉄所という立地のメリットが生かされている。

### 製鉄所と地域住民
製鉄所の進出で自分がいわゆる公害病になったと信じる人達にとっては、製鉄所は害悪以外の何者でもない。それ以外の多くの地域住民にとっては、製鉄所は近所にある大きな工場という意識以上のものを持つことは少ない。多くの場合、製鉄所はもともとそこにはない企業のものであり、製鉄所が開設して何十年経とうと、今でも「よそ者」扱いというケースもある。
製鉄所は、公害問題なども意識して、開設当初から地域住民との交流を目的に様々な対応を行っている。製鉄所周辺の寺社を訪問すると、社殿の新築・改築の寄付一覧に製鉄所の名称が記載されていることが多い。公民館・道路照明など、製鉄所が費用を負担している地元インフラは、目立たないながらも多岐に渡っている。
いくつかの製鉄所では、年に一度製鉄所場内を市民に開放しての企業祭を開催している。新日鐵住金八幡製鐵所が1901年より行う起業祭は八幡の名物であり、元子会社のスピナもふくめ地元では八幡としての大規模な行事である。条鋼工場（レール製造）が公開されたり、地元とスピナが共同で北九州市立大谷球場に屋台を出したりする。歌手や子供向け特撮ヒーローのショーや、製造ラインの工場見学などが主な内容だが、大きな祭では公称で10万人以上の来客があり、地元では季節行事としてすっかり定着している。地元企業・取引先企業や近隣市町村の名産品コーナーをはじめとする物販コーナーの充実振りは、広大な産業連関を誇る製鉄所ならではのものである。中にはフリーマーケットやプロ棋士を迎えての将棋大会などを行う製鉄所もあり、かなりの賑わいを見せている。なお、かつては梅小路蒸気機関車館から蒸気機関車を敷地内の線路に回送させて試乗させたり、最近では場内の岸壁から遊覧船で製鉄所見学ツアーを実施したりと、製鉄所のインフラを活用したユニークな企画が時折登場する。
また、製鉄所は主に小学校での企業学習の一環としての工場見学先として重要であり、従来から多くの児童を受け入れていた。特に修学旅行コースに近い製鉄所では、最近では少なくなったものの、かつては毎年5万人以上の児童が見学しており、シーズンになると場内に児童を乗せた観光バスが多数乗り入れていた。今でも多くの製鉄所場内には巨大な見学者受け入れ設備と、見学対応用の専従スタッフが存在する。最近では環境学習の一環として一般市民による見学希望も少しずつ増加しており、製鉄所側も徐々に対応を始めている。
このほか、製鉄所が主催する子供向けスポーツ大会（剣道、サッカー、野球、フットベースボールなど）や吹奏楽演奏会なども各地に存在し、地元では有数の規模を誇るものも多い。製鉄所の敷地を利用した海釣り公園やゴルフ場といった施設も見られ、中には工場に向かってティーショットというコースもある。こうした大会に参加した子供達が、成人して製鉄所に勤務し、今度は自分の子供達がその大会に参加するという世代交代が進んでおり、よそ者と言われ続けた製鉄所がようやく地元に根を下ろしはじめたと評価する地元住民もいる。

## 各国の製鉄所

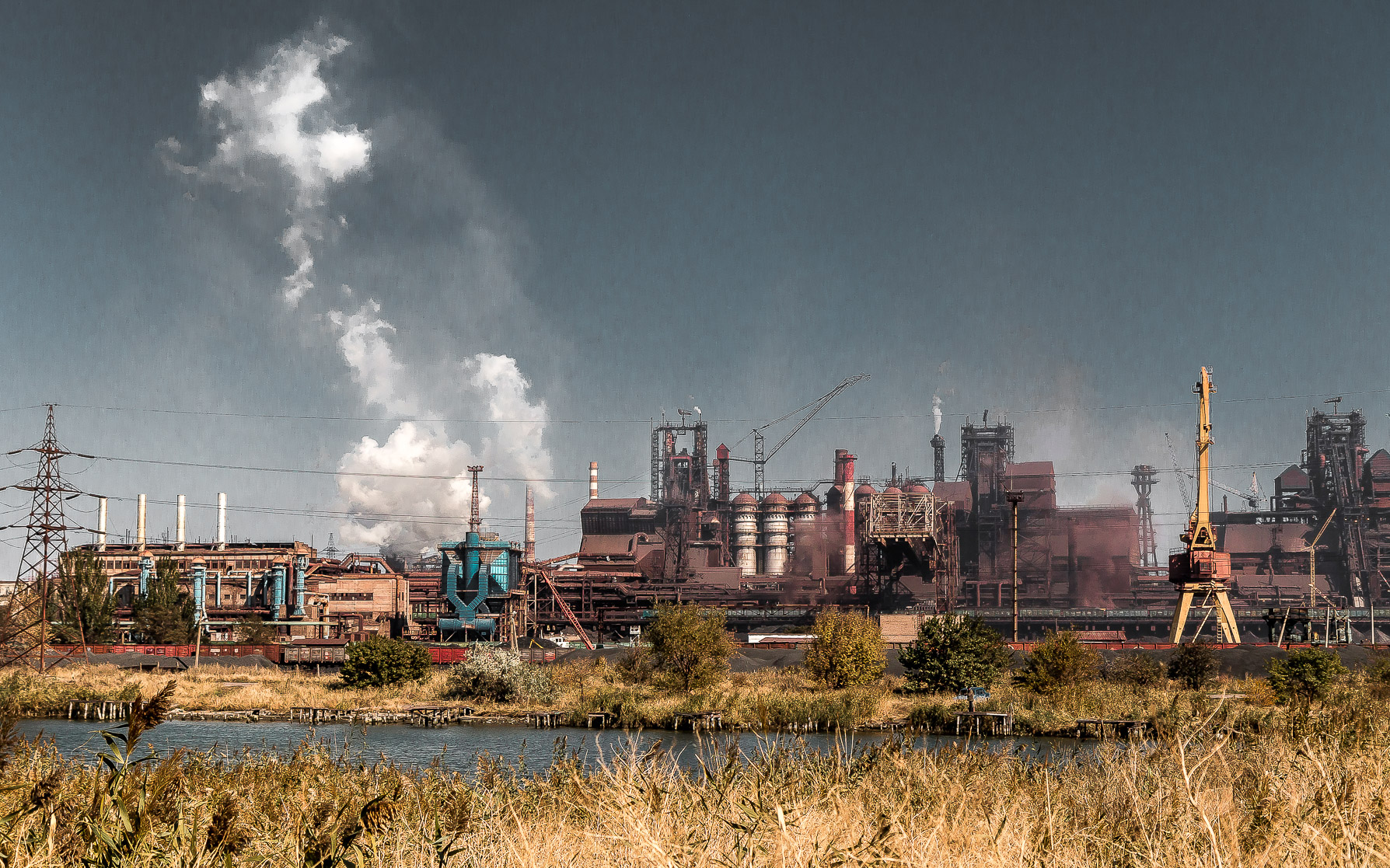
欧州最大級の規模と言われるアゾフスタリ製鉄所（ウクライナ）には、ソ連時代に建設された地下6階の核攻撃などを想定した要塞が備えられている。

世界の国別おもな製鉄所名、トップ製鉄会社名とアルファベット順製鉄会社名、および会社別粗鋼生産量ランキングについては上記リンク先を参照。

### 日本

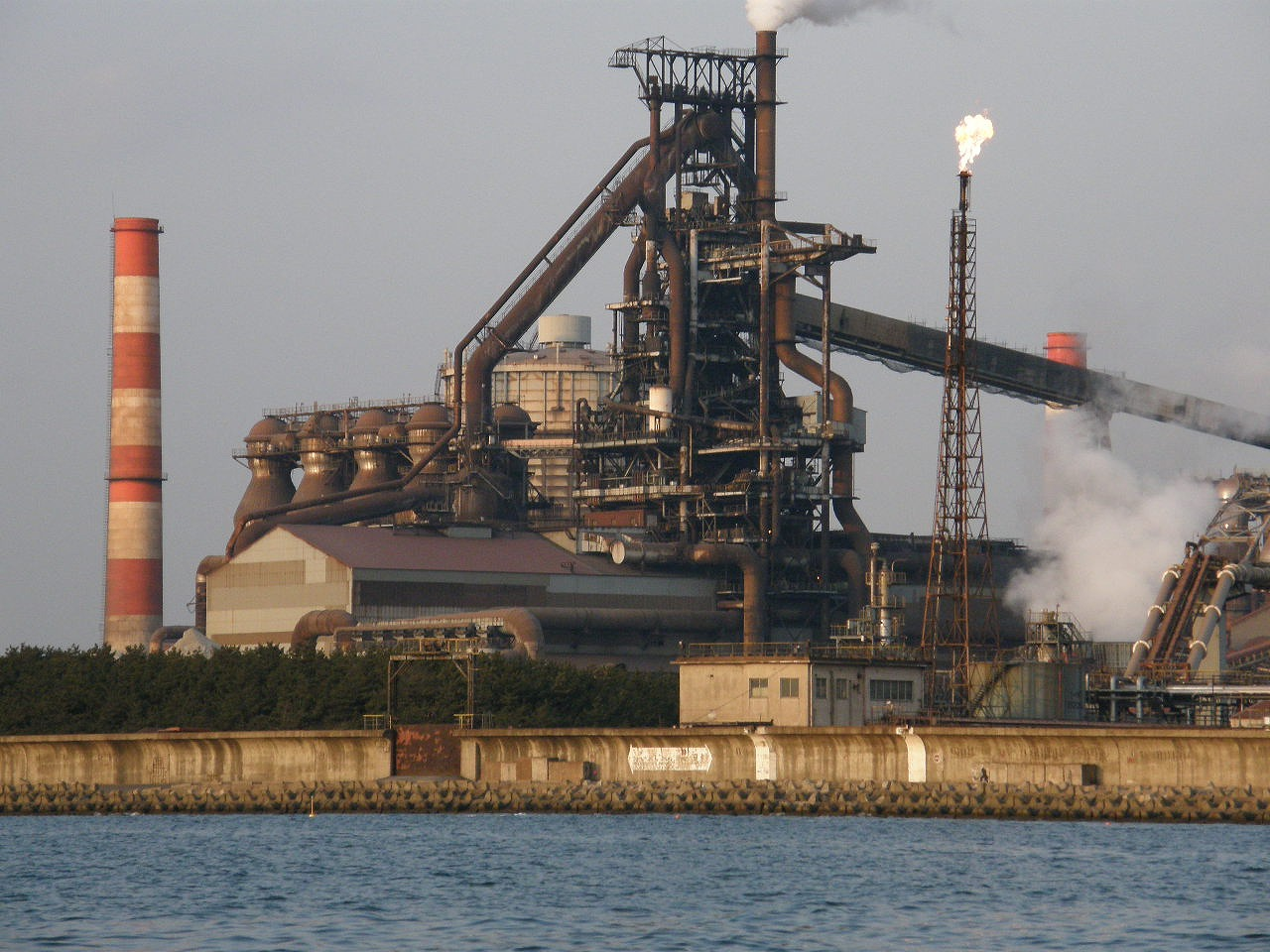
海から見る神戸製鋼所加古川製鉄所

日本における事実上の銑鋼一貫製鉄所は、日本製鉄7（室蘭・鹿島・君津・名古屋・和歌山・八幡・大分）、JFEスチール6（千葉・京浜・倉敷・福山・知多・仙台）、神戸製鋼所1（神戸・加古川）の14か所である（2019年現在）。
日本初の銑鋼一貫製鉄所としては一般的に北九州の官営八幡製鐵所（1901年（明治34年）操業開始）が挙げられるが、操業当初には生産が不安定で、開始の翌年から2年間稼動が停止（1904年まで）されている。一方、民間では岩手県の釜石鉱山田中製鉄所（1887年（明治20年）創業）が1903年（明治36年）より銑鋼一貫製鉄所となって稼動しているので、こちらの方が時期的に早い。
日本初の近代製鉄所である釜石製鐵所（1880年（明治13年）操業開始）や、同じく初の銑鋼一貫製鉄所である八幡製鐵所（1901年（明治34年）操業開始）が共に官営で建設されたことからも解るように、国際競争力を持つ大規模な製鉄所を新たに建設するのは、国家的大事業であった。立地選定から始まり、土地の造成、各種設備の建設、用役の確保と供給手段の確立、物流手段の確立、防災・環境対策、情報処理・通信インフラストラクチャーの整備、そして従業員の居住地など、およそ都市をまるごと一つ作り上げるような作業が必要となった。
人材育成
日本の製鉄所では、優秀な社員を兵庫県尼崎市にある産業技術短期大学（1962年に一般社団法人日本鉄鋼連盟が設立）へ派遣しての人材育成を行っている。具体的には、「製造現場における知識創造と人材の多機能育成政策・綿密な能力開発策のひとつとして、企業内選抜を経て中堅技術者への昇進に結びつく産業技術短期大学への派遣を行う政策の実行」であり、このような人材育成形態（教育訓練形態）を「オフ・ザ・ジョブ・トレーニング・OFF-JT」という。